# Akiza
Akiza è un arrondissement del Benin situato nella città di Zogbodomey (dipartimento di Zou) con 9.518 abitanti (dato 2006).